# Devil May Cry 2
Devil May Cry 2 — видеоигра в жанре слэшер, разработанная и изданная Capcom в 2003 году для PlayStation 2. Игра является прямым продолжением игры Devil May Cry и второй частью одноимённой серии. Главные герои — охотники на демонов Данте и Люсия — пытаются остановить планы злобного бизнесмена Ариуса по захвату мира.
Из-за разногласий в команде разработчиков, прежний руководитель игры был заменён на геймдизайнера Хидэаки Ицуно, который, вместе с командой оставшихся разработчиков, был вынужден доделывать игру в крайне сжатые сроки.
В 2012 и 2018 годах вышел сборник-трилогия Devil May Cry HD Collection, содержащий первые три игры серии, для платформ PlayStation 3, PlayStation 4, Windows, Xbox 360 и Xbox One. В 2019 году Devil May Cry 2 была переиздана для консоли Nintendo Switch.

## Игровой процесс
Игра представляет собой игру жанра слэшер. Игроку предстоит перемещаться по различным локациям, по пути решая головоломки и сражаясь с многочисленными врагами и боссами. Кроме Данте, в игре есть ещё два персонажа — Люсия, у которой есть своя сюжетная линия, оружие и набор приемов и способностей, и Триш — секретный персонаж, которого можно разблокировать, пройдя игру на сложном режим за Данте.
По сравнению с первой игрой, игровой процесс претерпел изменения. Теперь игра стала куда требовательнее к игроку: к итоговому счетчику рейтинга прибавился показатель урона, использованных предметов и стиля боя. Также изменился и сам процесс боя. К уже имеющимся у персонажа способностям прибавились новые. Появилась специальная кнопка, позволяющая игроку выполнять всевозможные акробатические элементы во время боя (для уклонения). Также появилась возможность переключения огнестрельного оружия, не выходя в инвентарь.
Способности Данте также претерпели некоторые изменения. Режим «Devil Trigger» теперь используется с помощью некого амулета, который влияет на него. Игрок волен сам выбирать один из трех типов камней, которые дают персонажу разные способности. Также появилась новая «Majini Form», которая усиливает имеющийся DT, когда у игрока мало здоровья.
В этой игре дебютировал режим «Кровавый дворец» (англ. Bloody Palace), суть которого заключается в том, что необходимо убивать врагов и, таким образом, пройти все 9999 уровней в этом режиме.

## Сюжет
Сюжет игры разворачивается спустя несколько лет после событий первой игры. Игра была разделена на две сюжетные кампании: одна за Данте, и другая за Люсию. Ниже описывается сюжет обеих кампаний.
В неком музее, толпа демонов нападает на Люсию, которая что-то ищет. В это время появляется Данте, после чего оба охотников побеждают демонов. Люсия приглашает Данте на свою родину — остров Думари, расположенный где-то на окраине Нового Света. Её родной клан, Вие-де-Марли, в далёком прошлом был прибежищем для беженцев разных рас, верований и языков, а также беглых рабов. Несмотря на разные культурные корни, все они принадлежали к сектам одной и той же древней религии, которая зародилась в Средиземноморье, а затем распространилась в соседних регионах, и в местах своего происхождения были заклеймены как еретики. Со временем эти группы слились в одну, а синкретизм привел к появлению новых религий, поклоняющихся демонам.
На острове, Данте знакомится с матерью Люсии, Матье, которая столетиями ранее изгнала Аргосакса (самого злобного демона-идола) с помощью отца Данте, Спарды. Она просит Данте сразиться с Ариусом, бизнесменом, чья корпорация «Уроборос» обосновалась на острове. Он заявляет, что он заинтересован лишь в «особых ископаемых», найденных там, и в развитии острова, но на самом деле его намерение — выйти за пределы смертности, поглотив силу Аргосакса после вызова демона с помощью Аркан — священных реликвий, спрятанных по всему острову. Данте бросает монету в ответ. Выпадает орёл, из-за чего Данте соглашается помочь. Он отправляется уничтожать демонов и искать Ариуса, а Люсия отправляется на поиски Аркан.
Данте и Люсия замечают вертолёт, летящий из штаб-квартиры «Уробороса» к нефтяной платформе, и преследуют его. Люсия достигает её первой и сталкивается с Ариусом, который рассказывает о её происхождении как его отвергнутого творения. Он утверждает, что когда-нибудь она обязательно обратится против людей, и телепортирует её прочь, чтобы успеть сбежать . Вскоре после этого, Данте встречается с Люсией, которая отдает ему последние Арканы и уходит. Она проникает в башню «Уробороса», чтобы убить Ариуса, но терпит неудачу и попадает в плен. Данте встречает Матье, которая просит его взять Арканы, чтобы спасти Люсию. Данте снова бросает монету, чтобы решить, будет ли он помогать: вновь выпадает орёл, после чего он отправляется спасать Люсию. Данте прибывает и обменивает Арканы на Люсию, а затем нападает на Ариуса. Ариус заставляет Данте решить: либо спасти Люсию, либо убить его. Данте решает спасти девушкую от смерти.
Люсия интересуется у Данте по поводу того, как они смогут остановить Ариуса, на что последний заявляет, что найдёт способ. Данте оставляет Люсию, а сам уходит, чтобы остановить Ариуса. Спустя некоторое время прибывает Матье, которая уговаривает Люсию присоединиться к борьбе с Ариусом. Данте прибывает в башню и застаёт Ариуса в разгар ритуала вызова Аргосакса. Выясняется, что Данте подменил Медалью на обычную монетку. Завязывается бой, из которого Данте выходит победителем. Снаружи, Люсия встречается с Данте и требует, чтобы он убил её, потому что боится, что сама станет демоном. В этот момент, в башню ударяет большой поток энергии и открывается портал в мир демонов. Данте и Люсия спорят о том, кто войдёт и закроет его изнутри; Данте предлагает доверить этот вопрос судьбе, после чего он подбрасывает монету, и вновь выпадает орёл. Данте отдаёт монету Люсии, а сам входит в портал, чтобы разобраться с Ариусом.
После победы, Данте уже собрался уходить, однако Ариус возвращается к жизни с новой демонической силой, после чего на подмогу Данте поспевает Люсия. Люсия окончательно побеждает Ариуса. В это время, Данте сражается с Аргосаксом и так же побеждает его. Когда портал закрывается за ним, Данте на своём мотоцикле уезжает в неизвестном направлении. После битвы, Матье пытается приободрить Люсию, настаивая на том, что Данте вернётся так же, как его отец Спарда вернулся из аналогичного путешествия. Люсия осматривает монету, которую оставил ей Данте, и обнаруживает, что на обеих её сторонах изображён орёл. Некоторое время спустя, в магазинчик Данте заходит Люсия, чтобы вспомнить брата по оружию. Снаружи раздаётся звук мотоцикла, и Люсия выходит встречать гостя, однако игроку не показывают, был ли это Данте, или же кто-то другой.

## Критика
| Сводный рейтинг    | Сводный рейтинг |
| Агрегатор          | Оценка          |
| ------------------ | --------------- |
| GameRankings       | 73,56 %         |
| Metacritic         | 68/100          |
| Иноязычные издания |                 |
| Издание            | Оценка          |
| Eurogamer          | 5/10            |
| GamePro            | [ 9 ]           |
| GameSpot           | 6,4/10          |
| IGN                | 7/10            |

В отличие от предыдущей части, Devil May Cry 2 получил сдержанные отзывы и был подвергнут критике за сильные изменения персонажей и геймплея, в особенности, за снижение уровня сложности.

### Продажи
Игра вошла в десятку самых продаваемых игр первой половины 2003 года в Великобритании. Игра заняла первое место на PlayStation Awards 2003 за хорошие продажи в Японии. Тем не менее, игра не оправдала финансовых ожиданий руководства Capcom. К концу сентября 2024 года было продано почти 3 миллиона копий игры.